# Rádio Renascença
Rádio Renascença es una cadena de radio de Portugal que está gestionada por la Iglesia católica, a través del Patriarcado de Lisboa. Su programación es generalista, enfocada a la información y el entretenimiento. Forma parte de R/Com, uno de los dos principales grupos privados de radio portuguesa, que también controla las emisoras musicales RFM, Mega Hits FM y Rádio Sim.
Su equivalente en España es la emisora COPE.

## Historia
Renascença es una de las primeras emisoras de radio que se crearon en Portugal. Su fundador fue Monseñor Lopes da Cruz, lo que desde un principio vinculó a esta radio con la Iglesia católica del país. Las emisiones en pruebas comenzaron en 1936, y su constitución oficial fue el 1 de enero de 1937. En todo ese tiempo, emitió una programación mixta con programas de entretenimiento, música, información y espacios religiosos. La pertenencia al Patriarcado de Lisboa se oficializó el 10 de abril de 1938.
La cadena jugó un importante papel durante la Revolución de los Claveles, al ser quien emitió la canción Grândola, Vila Morena, señal para el inicio del levantamiento militar contra la dictadura salazarista. Durante el Proceso Revolucionario en Curso los trabajadores ocuparon el canal, pero en diciembre de ese año el Gobierno luso se lo devolvió a sus legítimos dueños. Renascença fue la única cadena portuguesa de ámbito nacional que no fue nacionalizada.
En 1986, los propietarios diversificaron la programación con el desarrollo de la frecuencia modulada y las nuevas licencias que consiguió. Rádio Renascença continuó emitiendo por onda media y FM una programación generalista e informativa, y todos los programas musicales se pasaron al nuevo canal RFM, que terminó convirtiéndose en la emisora de radio más escuchada del país. En 1998 se creó un nuevo canal especializado en pop, Mega Hits FM, y en 2008 una de clásicos musicales, Rádio Sim.
Actualmente, la radio cuenta con una cadena de estaciones regionales en OM y FM, que le dan cobertura nacional. Su sede central se encuentra en Lisboa, y también existen emisoras en todos los distritos del país. El canal puede sintonizarse en todo el mundo a través de internet.